# Sousa Cardoso
Sousa Cardoso é um ciclista de Portugal e venceu a Volta a Portugal em 1960.

## Carreira desportiva
- 1960, FC Porto, Portugal

## Palmarés
- 1960, venceu a Volta a Portugal